# AEC Regal

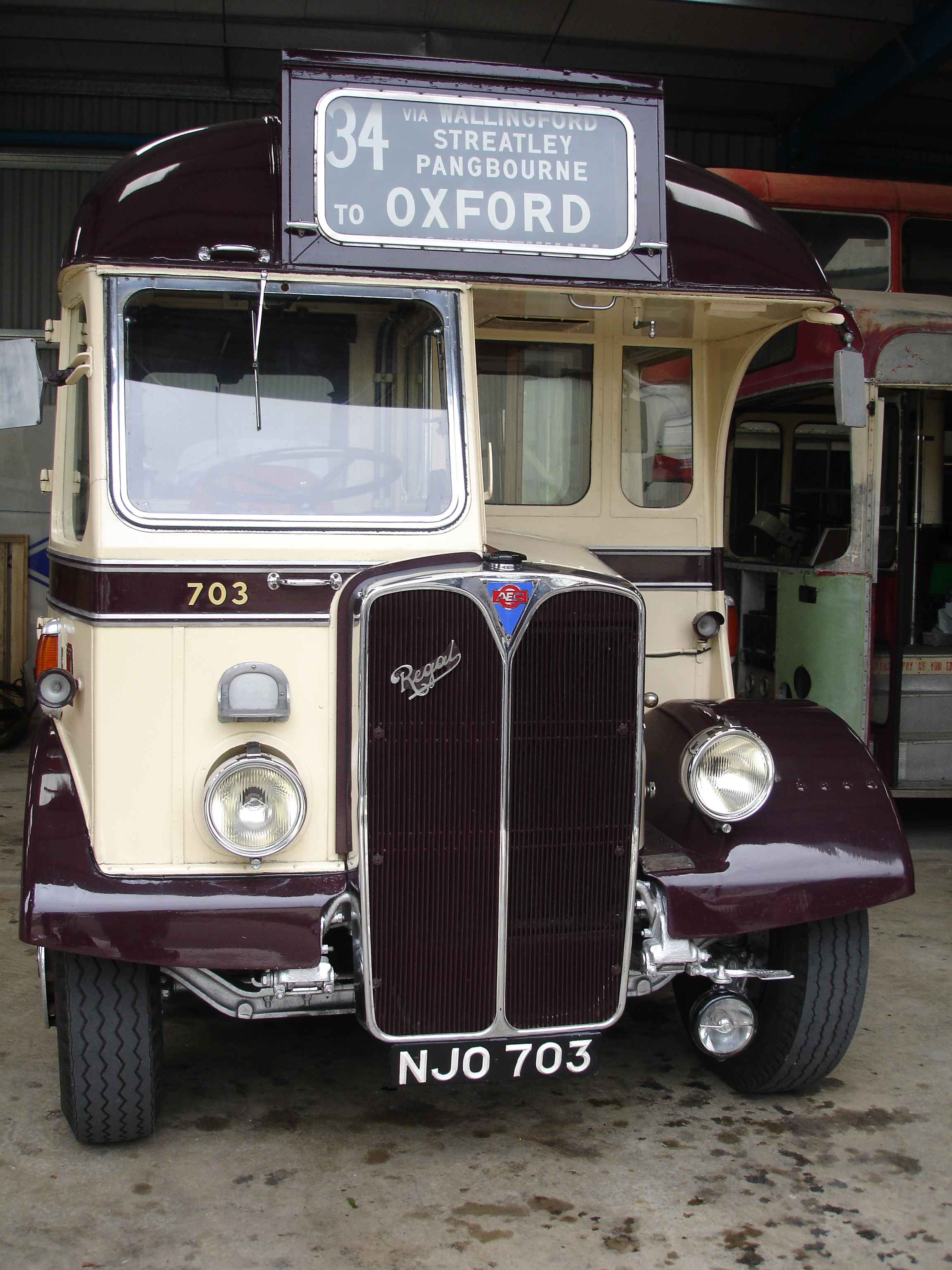
AEC Regal I

Der AEC Regal war ein Omnibusmodell des britischen Herstellers AEC in Southall, West London, England. Das Modell wurde zwischen 1929 und 1964 hergestellt. Auf seiner Basis wurden sowohl Reise-als auch Stadtbusse gebaut. Der AEC Regal in seinen verschiedenen Ausführungen stellten einen großen Teil der Flotte britischer Busbetreiber wie des London Transport Board oder der Green Line Coaches. 
Der erste AEC Regal, später als Regal I bezeichnet, wurde 1929 vorgestellt. Er besaß einen vorn liegenden Vierzylinder-Dieselmotor. Der von AEC hergestellte Rahmen mit dem Motor wurde von verschiedenen britischen Karosseriebauunternehmen mit Aufbauten versehen. Typisch für britische Busse dieser Zeit war die halbseitig ausgeführte Fahrerkabine, die fast bis auf Höhe des Kühlergrills vorgezogen war. Sie bot einerseits dem Fahrer eine gute Rundumsicht, andererseits einen einfachen Zugang zum Motor. Erhalten gebliebene Regal I wurden nach dem Zweiten Weltkrieg oftmals mit neuen, moderner wirkenden Aufbauten versehen. Dabei wurden in vielen Fällen auch neue Vier- und Sechszylindermotoren diverser Hersteller bis 7,7 l Hubraum eingerüstet.
Der AEC Regal III kam unmittelbar nach Kriegsende heraus. Teilweise wurden den Vorkriegstypen ähnliche Karosserien verbaut, teilweise kamen schon moderne Frontlenkeraufbauten zum Einsatz. Ein Teil der Busse mit halbseitiger Fahrerkabine wie auch Regal I wurde später zu offenen Ausflugsbussen umgerüstet.
Der 1950 vorgestellte Regal IV unterschied sich von seinen Vorgängern durch den unterflur angeordneten Motor. Auf dieses Chassis wurden verschiedene Stadt- und Reisebusaufbauten gesetzt. Motorisiert war das Fahrzeug mit dem AH590-Motor von AEC mit 9,6 l Hubraum.
Der 1960 auf der Commercial Motor Show erstmals gezeigte Regal VI war für den Export gedacht. Er unterschied sich vom Regal IV lediglich durch den stärkeren AH690-Motor mit 11,3 l Hubraum. Größter Exportkunde war Südafrika mit ungefähr 1500 Exemplaren, 150 Stück gingen nach Montevideo in Uruguay, 500 nach Buenos Aires in Argentinien. Weitere Exportkunden waren die Niederlande, Belgien, Portugal und Australien. In Perth in Australien waren die Busse bis 1987 im Einsatz. Geliefert wurden normalerweise Rahmen und Motor, die dann vor Ort komplettiert wurden. In Südafrika wurde der ursprünglich unterflur mittig eingebaute Motor vor die Vorderachse gesetzt, was die Kühlung des Motors verbesserte. 
Abgelöst wurde der Regal durch den AEC Reliance.

## Fahrzeuge

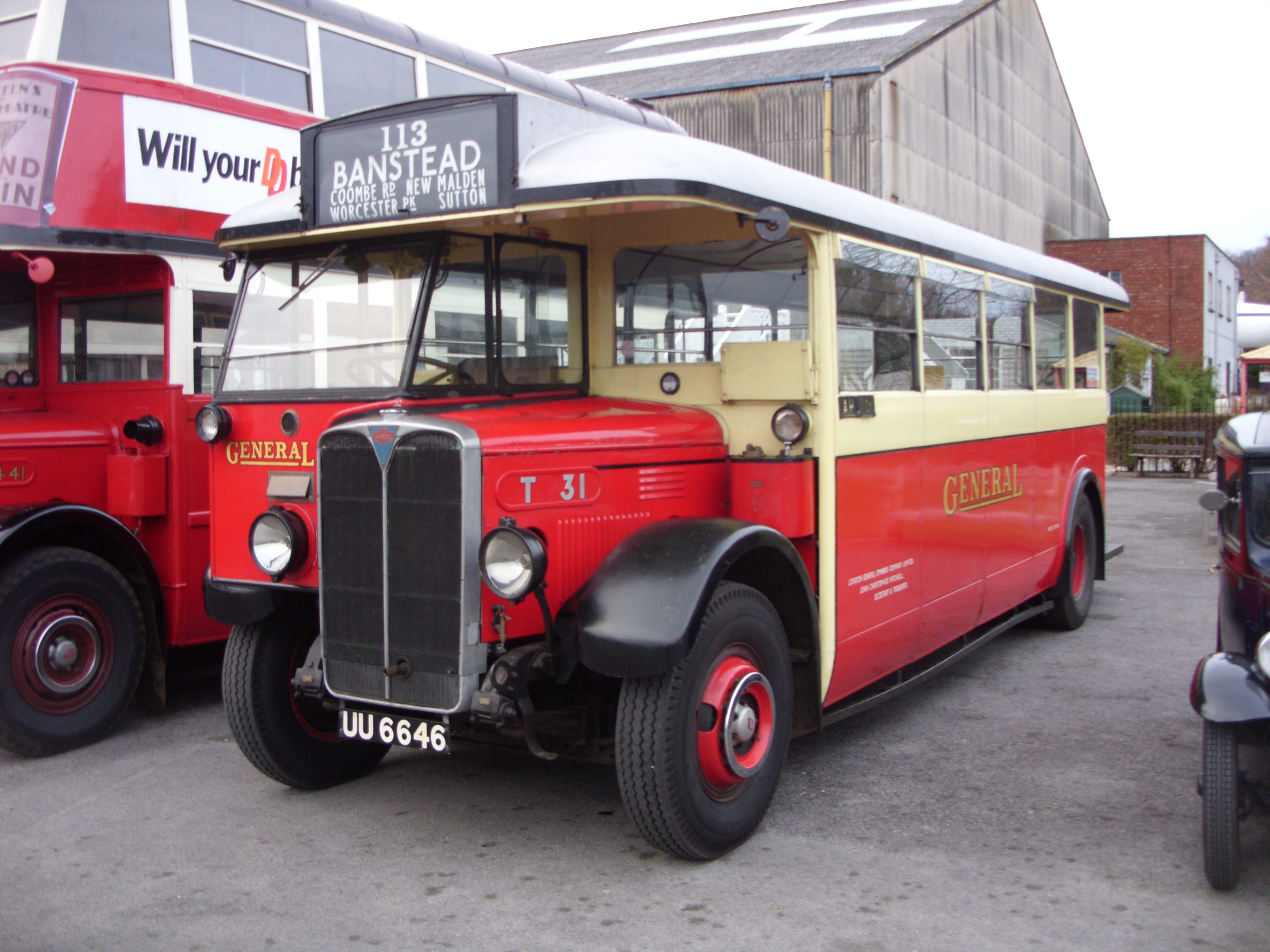
AEC Regal I, Baujahr 1929
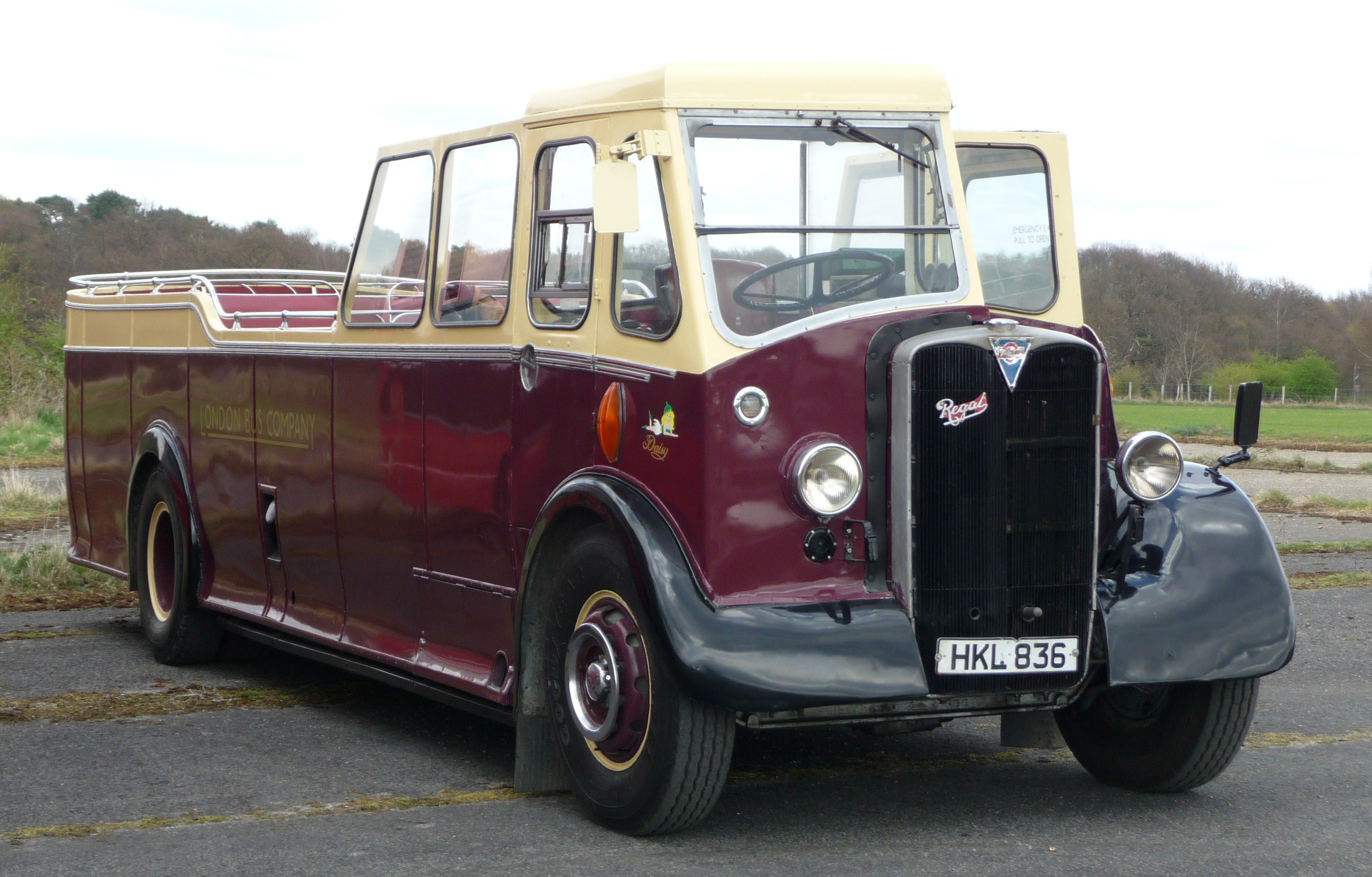
AEC Regal I, Umbau zum offenen Ausflugsbus
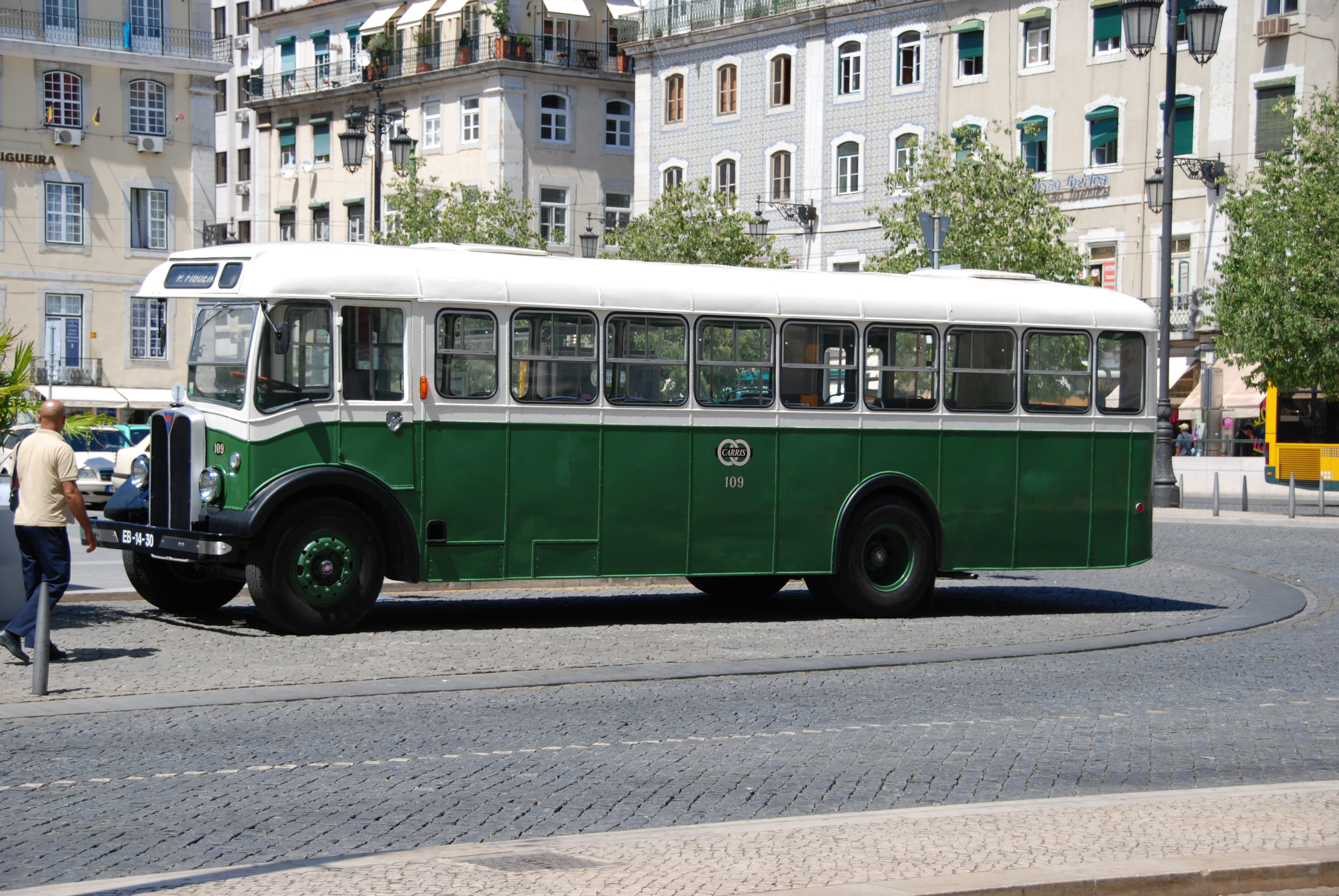
AEC Regal I oder III, hier linksgelenkte Exportausführung in Lissabon
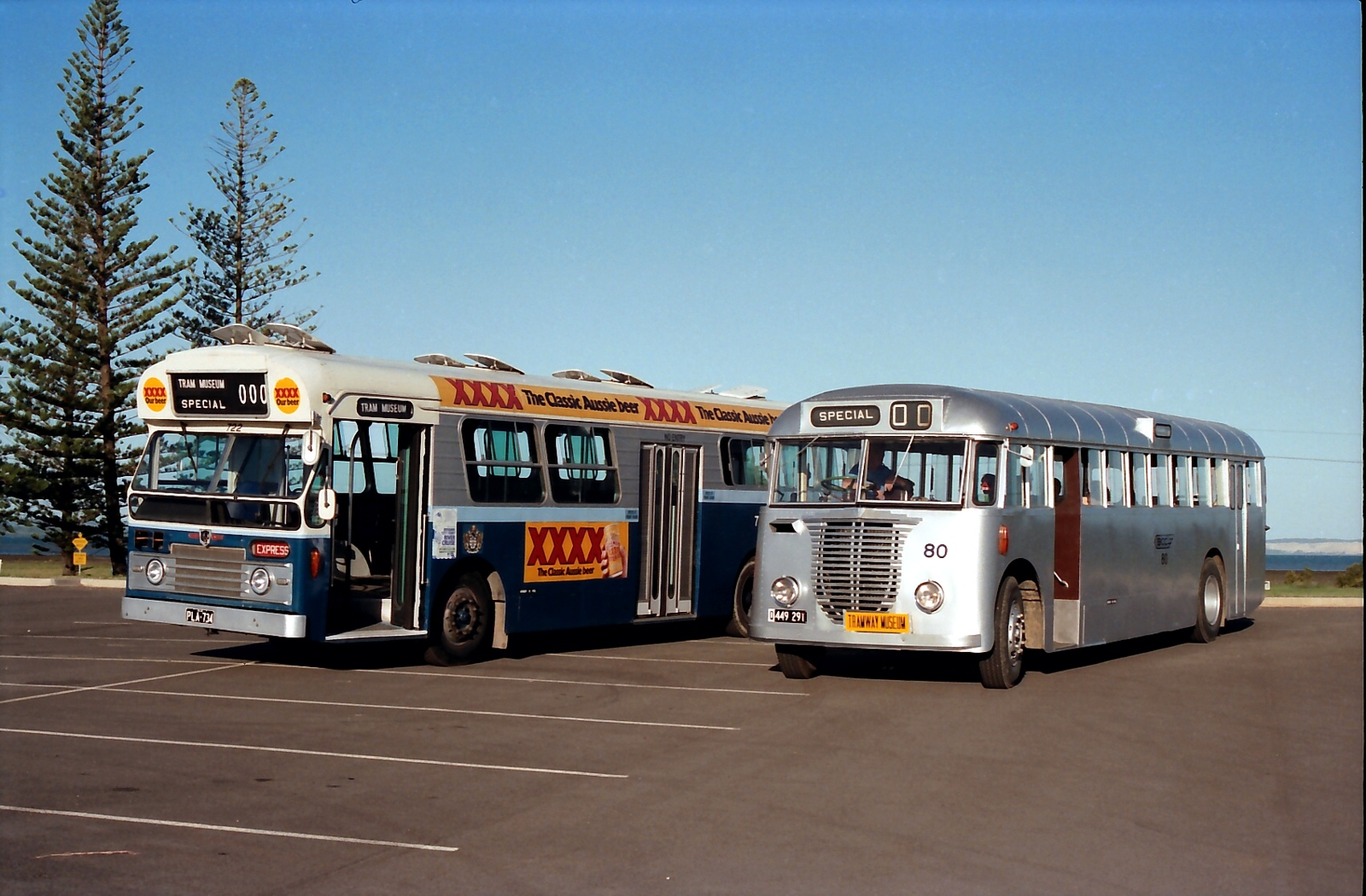
rechts: AEC Regal III mit Frontlenkeraufbau von Commonwealth Engineering, Baujahr 1948
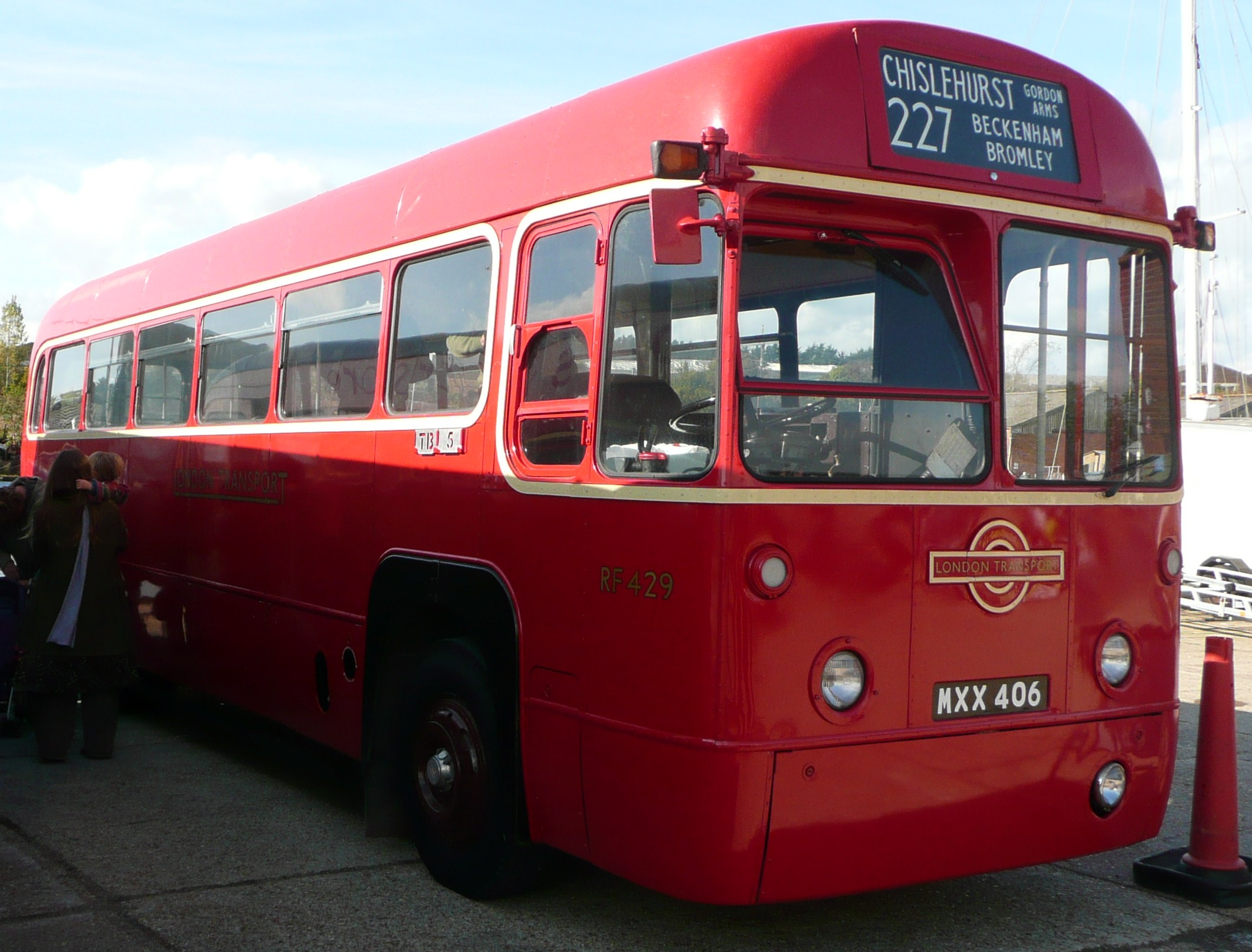
AEC Regal IV mit Aufbau von Metro Cammell